# Black Myth: Wukong
Black Myth: Wukong est un jeu vidéo de type action-RPG créé par le studio indépendant chinois Game Science et sorti le 20 août 2024 sur Microsoft Windows et PlayStation 5.
Sa trame s'inscrit dans l'univers du roman chinois classique La Pérégrination vers l'Ouest et amène le joueur à incarner le « Roi Singe » Sun Wukong.
À sa sortie, le jeu rencontre un très grand succès commercial en vendant 10 millions d'exemplaires en trois jours, des chiffres rares pour l'industrie et habituellement réservés aux jeux issus de franchises bien établies.

## Système de jeu

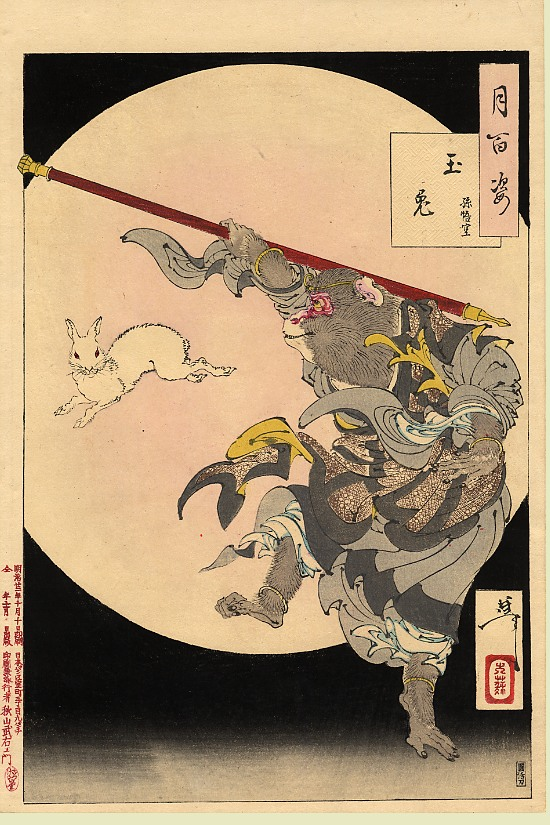
Représentation du « Roi Singe » Sun Wukong, protagoniste principal du roman La Pérégrination vers l'Ouest et du jeu vidéo Black Myth: Wukong.

Lors du développement du jeu, son gameplay est décrit comme un Souls-like. Le joueur contrôle Sun Wukong (également connu sous le nom de Roi Singe) pour se battre à travers des troupes d'ennemis, avec la capacité de se transformer en insecte volant ou en monstre géant.
La trame, d'une durée d'une quinzaine d'heures, s'inscrit dans l'univers du roman chinois classique La Pérégrination vers l'Ouest.

## Développement

### Production
La pré-production du jeu est entamée en 2017, à l'initiative de plusieurs anciens développeurs du groupe vidéoludique Tencent qui œuvraient sur le MMORPG Asura Online. Ils se regroupent pour former un nouveau studio nommé Game Science, partiellement soutenu financièrement par Tencent.
D'après certaines sources, son budget de production avoisinerait 50 millions de dollars. La campagne promotionnelle est gérée par l'entreprise Hero Games, qui détient également 20 % du studio.

### Promotion
Le 20 août 2020, le studio dévoile une vidéo de gameplay pré alpha de 13 minutes. En un jour, la vidéo enregistre près de 2 millions de vues sur YouTube et 10 millions de vues sur Bilibili. Dans un entretien accordée à IGN China en 2020, Game Science annonce alors son intention de publier Black Myth: Wukong d'ici 2023. Le développeur a pour objectif de publier le jeu sur PC ainsi que sur consoles. Le 16 janvier 2023, une bande-annonce sort à l'occasion du Nouvel An chinois, annonçant une sortie du jeu durant l'été 2024. Une bande-annonce de gameplay est ensuite dévoilée au cours de la cérémonie des Game Awards en décembre 2023.

### Sortie
Black Myth: Wukong est publié le 20 août 2024 sur les plates-formes Microsoft Windows et PlayStation 5. Une version Xbox Series, initialement prévue le même jour, est finalement repoussée sans date de sortie annoncée. D'après plusieurs journalistes, Sony Interactive Entertainment aurait conclu un accord confidentiel pour que, sur consoles, le titre soit exclusivement accessible sur la plateforme PlayStation 5 au détriment de sa rivale la Xbox Series. Cependant, le réalisateur Feng Ji explique que le report de distribution sur Xbox Series est lié au manque d'expérience du studio pour optimiser la mémoire vive limitée de la Xbox Series S.

## Réception

### Accueil critique
Black Myth: Wukong reçoit un accueil critique généralement très positif, particulièrement en Chine, même si sa sortie est légèrement entachée par des controverses liées au refus des dirigeants de Game Science de commenter les allégations de culture sexiste de leur studio, ou à des tentatives de censure des créateurs de contenu invités à tester le jeu,,.
Les critiques louent notamment le game design et la jouabilité du titre, ainsi que la beauté et le caractère cinématique de ses graphismes. La version Microsoft Windows du jeu obtient le score global de 81 % sur l'agrégateur Metacritic. Quoiqu'avantageuse, cette note ne lui permet cependant pas de rentrer dans les cinquante meilleurs jeux parus depuis le début de l’année 2024,. Quant à la version PlayStation 5, Metacritic accorde au jeu un score plus faible de 76 %.

### Ventes
Le lancement de Black Myth: Wukong est considéré comme l'un des meilleurs de l'histoire du jeu vidéo. Le jeu atteint les deux millions de joueurs simultanés sur Steam dès le jour de sa sortie. Le 23 août 2024, soit après trois jours de commercialisation, Game Science annonce que le jeu s'est vendu à dix millions d'exemplaires — une perfomance comparable à celle de jeux issus de franchises bien établies, comme The Legend of Zelda: Tears of the Kingdom —, et qu'un pic de trois millions de joueurs simultanés est atteint toutes plates-formes confondues,. En quelques mois, le nombre d'exemplaires vendus dépasse les vingt millions.
Le succès commercial du jeu en Chine est particulièrement notable parce qu'il s'éloigne du modèle habituel des jeux à destination de ce marché, qui sont généralement disponibles sur téléphone et suivent le modèle freemium : gratuit, avec des incitations à l'achat par le biais de microtransactions. À l'inverse, Black Myth: Wukong n'est disponible que sur Microsoft Windows et PlayStation 5, et coûte 268 yuan dans sa version standard.

### Controverses
En novembre 2023, une enquête du média vidéoludique IGN révèle qu'une culture sexiste règne chez Game Science, attestée dans les actes et les paroles individuels des employés mais aussi dans les communications officielles du studio, telles que ses campagnes de recrutement. L'enquête remarque que si ces manquements ont fait relativement peu de vagues en Chine, où le gouvernement n'œuvre pas particulièrement à l'égalité entre les hommes et les femmes, l'équipe de développeurs risque en revanche de rencontrer des problèmes en s'exposant à la publication de leur jeu en Occident, où ils seront sous les feux d'une couverture médiatique et d'une perception culturelle auxquelles ils ne sont pas habitués. À la sortie du jeu, ces éléments ressortent en effet dans la presse occidentale,.
En août 2024, des créateurs de contenu rapportent avoir reçu, en même temps que leur exemplaire de Black Myth: Wukong, un document du partenaire marketing de Game Science et Hero Games, les incitant à ne pas aborder dans leur couverture du jeu des sujets tels que la politique, la « propagande féministe », le Covid-19, et l'industrie vidéoludique chinoise,. L'authenticité du document est vérifiée par la presse vidéoludique, et l'existence de cette censure suscite une polémique menant certains journalistes à boycotter le jeu ; le site spécialisé Gamekult qualifie notamment ces instructions de « petit guide de l’autocensure »,,,.

## Postérité
L'influence du succès commercial du jeu se ressent en Chine dans les croissances de valorisation boursière de plusieurs entreprises liées à Hero Games, ainsi que dans l'essor de pré-commandes d'un livre d'illustrations sur Wukong.
La banque Goldman Sachs pressent que Black Myth: Wukong s'inscrit dans la reconnaissance naissante par le gouvernement chinois que l'industrie vidéoludique a du potentiel pour l'export et la culture, et voit une illustration de ce changement de considération dans l'entretien qu'a mené le média d'état Xinhua avec le fondateur de Game Science avant la sortie du jeu.